# 1414

## Родени
- 21 юли – Сикст IV, римски папа
- 18 август – Джами, персийски поет и суфийски теоретик